# ジェシカ・シッパー
ジェシカ・シッパー（Jessicah Lee Schipper、1986年11月19日 - ）は、オーストラリア・クイーンズランド州ブリスベン出身の女子競泳選手。種目はバタフライ。

## 経歴
2003年の世界選手権で初めて代表になり、メドレーリレーで銅メダルを獲得。2004年アテネオリンピックでは100mバタフライで4位。メドレーリレーの予選に出場し金メダルに貢献する。
2005年の世界選手権では100mバタフライで金メダル、200mバタフライで銀メダルとなり、2006年のパンパシフィック水泳選手権では、オティリア・イェジェイチャクの持つ2分05秒61の世界記録を更新する、2分05秒40の世界新記録で優勝する。
2008年北京オリンピックでは100mバタフライで銅メダル、世界記録を持っていた200mバタフライで銅メダルに終わったが、エミリー・シーボーム、リーゼル・ジョーンズ、リスベス・トリケットとともに出場したメドレーリレーでは、世界新記録で金メダルを獲得した。また、元コーチのケン・ウッドが、200mバタフライで優勝した劉子歌らにトレーニング法を売っていたことも明らかになった。
2009年の世界選手権では200mバタフライを2分03秒41の世界新記録で金メダル、100mバタフライとメドレーリレーは銀メダルだった。

## 自己ベスト
- 50m バタフライ : 26秒21 (2009年)
- 100m バタフライ : 56秒23 (2009年)
- 200m バタフライ : 2分03秒41 (2009年、世界記録)